# Club de Fútbol Panadería Pulido San Mateo
El Club de Fútbol Panadería Pulido San Mateo, conocido simplemente como Panadería Pulido, es un club de fútbol español localizado en Vega de San Mateo, Gran Canaria, comunidad autónoma de Canarias. Fundado en 1993, actualmente milita en el Grupo XII de la Tercera Federación, disputando los partidos como local en el campo de fútbol municipal Vega de San Mateo.

## Historia
Fundado en 1993 por Francisco Pulido, dueño de una panadería de la localidad de la Vega de San Mateo, el club ha disputado la mayoría de las temporadas en las ligas regionales, pero en 2016, tras quedar segundos de grupo en Preferente, lograron el ascenso a tercera división.
En junio de 2021, el club fue uno de los 54 equipos que ascendieron a la nueva categoría formada Segunda División RFEF. No obstante, no fue capaz de mantener la categoría, finalizando en el penúltimo puesto del grupo IV.

## Temporadas
| Temporada | Cat. | División | Posición | Copa |
| --------- | ---- | -------- | -------- | ---- |
| 1993–94   | 7    | 2.ª Reg. | 17.º     |      |
| 1994–95   | 7    | 2.ª Reg. | 18.º     |      |
| 1995–96   | 7    | 2.ª Reg. | 7.º      |      |
| 1996–97   | 7    | 2.ª Reg. | 4.º      |      |
| 1997–98   | 7    | 2.ª Reg. | 4.º      |      |
| 1998–99   | 7    | 2.ª Reg. | 7.º      |      |
| 1999–00   | 7    | 2.ª Reg. | 1.º      |      |
| 2000–01   | 6    | 1.ª Reg. | 17.º     |      |
| 2001–02   | 7    | 2.ª Reg. | 1.º      |      |
| 2002–03   | 6    | 1.ª Reg. | 14.º     |      |
| 2003–04   | 6    | 1.ª Reg. | 13.º     |      |
| 2004–05   | 6    | 1.ª Reg. | 9.º      |      |
| 2005–06   | 6    | 1.ª Reg. | 18.º     |      |
| 2006–07   | 7    | 2.ª Reg. | 11.º     |      |
| 2007–08   | 7    | 2.ª Reg. | 4.º      |      |
| 2008–09   | 7    | 2.ª Reg. | 1.º      |      |
| 2009–10   | 6    | 1.ª Reg. | 13.º     |      |
| 2010–11   | 6    | 1.ª Reg. | 8.º      |      |
| 2011–12   | 6    | 1.ª Reg. | 6.º      |      |
| 2012–13   | 6    | 1.ª Reg. | 7.º      |      |

| Temporada | Cat. | División   | Posición | Copa      |
| --------- | ---- | ---------- | -------- | --------- |
| 2013–14   | 6    | 1.ª Reg.   | 1.º      |           |
| 2014–15   | 5    | Pref. Int. | 5.º      |           |
| 2015–16   | 5    | Pref. Int. | 1.º      |           |
| 2016-17   | 4    | 3.ª        | 8.º      |           |
| 2017-18   | 4    | 3.ª        | 12.º     |           |
| 2018-19   | 4    | 3.ª        | 17.º     |           |
| 2019-20   | 4    | 3.ª        | 8.º      |           |
| 2020-21   | 4    | 3.ª        | 2.º      |           |
| 2021–22   | 4    | 2.ª RFEF   | 17.º     | 1.ª ronda |
| 2022-23   | 5    | 3.ª Fed.   | 7.º      |           |
| 2023-24   | 5    | 3.ª Fed.   | 5.º      |           |
| 2024-25   | 5    | 3.ª Fed.   | 7.º      |           |

### Datos del club
- Temporadas en Segunda División RFEF: 1
- Temporadas en Tercera División: 7
- Temporadas en Preferente: 2
- Temporadas en 1ªRegional: 10
- Temporadas en 2ªRegional: 11

## Palmarés

### Campeonatos nacionales
- Subcampeón de tercera división de España (1): 2020-21 (Gr. XII).

### Campeonatos regionales
- Primera Regional de Las Palmas (1): 2013-14 (Gr. 1).[4]
- Segunda Regional de Las Palmas (3): 1999-00 (Gr. 1),[5] 2001-02 (Gr. 1)[6] y 2008-09 (Gr. 2).[7]
- Copa RFEF (Fase Regional de Canarias) (1): 2022-23.
- Subcampeón de la Regional Preferente de Las Palmas (1): 2015-16.[8]

### Palmarés del C. F. Panadería Pulido San Mateo "B"
Campeonatos regionales
- Subcampeón de la segunda regional de Las Palmas (1): 2014-15 (Gr. 1).[9]